# Gabriela Isler
María Gabriela de Jesús Isler Morales (Sinh ngày 21 tháng 3 năm 1988 tại Valencia, Venezuela) là Hoa hậu Venezuela 2012 đã đạt danh hiệu Hoa hậu Hoàn vũ 2013. Cô là Hoa hậu Hoàn Vũ thứ 7 đến từ Venezuela.

## Tiểu sử
María Gabriela Isler được sinh ra tại thành phố Valencia, phía bắc Venezuela, nhưng lớn lên tại thành phố Maracay. Cô đã từng học về Quản trị kinh doanh và Marketing. Ông của cô là người Thụy Sĩ.

## Hoa hậu Venezuela 2012
Isler đạt danh hiệu Hoa hậu Venezuela 2012 vào ngày 30 tháng 8, 2012 sau khi vượt qua 24 thí sinh, trước đó cô là hoa hậu Guárico.

## Hoa hậu Hoàn vũ 2013
Isler đại diện cho Venezuela tham gia cuộc thi Hoa hậu Hoàn vũ 2013 được tổ chức vào ngày 10 tháng 11 tại Moskva (Nga), tại đây cô đã đăng quang ngôi vị cao nhất. Với chiến thắng này, cường quốc sắc đẹp Venezuela đã có được 7 danh hiệu Hoa hậu Hoàn Vũ (gần đây nhất là năm 2009).